# Danrlei
Danrlei de Deus Hinterholz est un footballeur brésilien né le 18 avril 1973 à Crissiumal. Il joue au poste de gardien de but.
Il a été finaliste de la Copa América 1995 avec l'équipe du Brésil (il était gardien remplaçant).

## Carrière
- 1992-2003 : Grêmio Porto Alegre  Brésil
- 2003-2004 : Fluminense FC  Brésil
- 2004-2006 : Atlético Mineiro  Brésil
- 2006-2007 : Beira-Mar  Portugal
- 2007-2007 : São José  Brésil
- 2007-....:Remo  Brésil